# Петрониевич, Аврам
Аврам Петрониевич (серб. Аврам Петронијевић; 13 сентября 1791 — 22 апреля 1852, Константинополь) — сербский политический и государственный деятель, министр иностранных дел Княжества Сербия, княжеский уполномоченный (эквивалент сегодняшнего премьер-министра) (1839—1840, 1842—1843, 1844—1852), уставобранитель.

## Биография
Родился в селе близ г. Кладово на берегу Дуная. Работал учителем школы в течение двадцати лет в соседнем г. Оршова (ныне Румыния), позже вернулся в Сербию.
Был главным секретарём сербской делегации в Константинополь с 1821 до 1826 года. Целью делегации было подтверждение князю наследственного титула, достижения других различные автономных прав для Сербии, в том числе, создание органов внутреннего управления, судов и свободы для открытия школ и больниц. Переговоры с турецкими официальными лицами начались в феврале 1821 г., но были прерваны в связи с начавшейся революцией в Греции. Делегация была задержана турками. Став политическими заложниками, на случай восстания в Сербии, они подлежали смерти. В тюрьме один из членом делегации умер, другой — сошёл с ума. Аврам находился в тюрьме вместе с греческими заключенными и учил греческий язык. Через некоторое время, начал читать на нём философские, исторические и литературные произведения. В тюрьме изучал философию, историю, мифологию, географию и турецкую политику. После освобождения пробыл некоторое время в Константинополе. В Сербию вернулся в декабре 1825.
Стал членом близкого круга и личным секретарём князя Милоша Обреновича. Принимал активное участие в подавлении восстания 1826 года.
Дипломат. Несколько раз избирался сербским представителем (ćehaja) в правительстве Османской империи (Порте).
Позже, с Томой Вучичем Перишичем, Стояном и Алексой Симичами, Милутином и Илие Гарашаниными стал лидером защитников Конституции — уставобранителей, группы сербских политиков и землевладельцев, членов Государственного совета, бывших в оппозиции к князю Михаилу Обреновичу из династии Обреновичей.
Через год после вступления в должность советника, подал в отставку, мотивируя этот шаг якобы «злоумышленными действиями» князя Михаила Обреновича, направленными против него. Противоречия Михаила и оппозиции привели к высылке Петрониевича,  Томы Вучича Перишича и нескольких других из Сербии в августе 1840 года. После объявления амнистии вернулся в Сербию.
Во время правления князя Александра Карагеоргиевича, с 1844 года до своей смерти был министром иностранных дел и княжеским уполномоченным (эквивалент сегодняшнего премьер-министра).
Умер в Константинополе 22 апреля 1852 года и был похоронен в церкви св. Петка на Босфоре.